# Protistologia
La protistologia è la scienza che studia i protisti.
Il suo campo di studio si sovrappone a discipline più tradizionali come l'algologia, la micologia e la protozoologia. Ciò in quanto i protisti, insieme assai eterogeneo di organismi viventi, rappresentano un gruppo parafiletico che comprende appunto le alghe, i funghi e i protozoi (protisti privi di cloroplasti).
I protistologi italiani sono riuniti nella Società Italiana di Protistologia.